# 第1アポーニー四重奏曲
第1アポーニー四重奏曲（Apponyi - quartets）は、フランツ・ヨーゼフ・ハイドンが作曲した弦楽四重奏曲集である。本来第2アポーニー四重奏曲と合わせて全6曲からなる曲集だったが、出版の際に全2集（それぞれ3曲ずつ）に分けられた。第1集には作品番号71が付されている（第2集は作品番号74）。
第1集ではホーボーケン番号は69番から71番の3つの番号が与えられている。

## 概要
第2アポーニー四重奏曲と同じく1793年に作曲され、前年の1792年の夏にハイドンは最初のイギリス旅行からウィーンに戻ると新作の弦楽四重奏曲の作曲に着手している。ただし興行師ヨハン・ペーター・ザーロモンの勧めか、ハイドン自身の発意によるものかは不明である。
ハイドンが1794年に作成した「ロンドン手帳」（現在は紛失）の記述に基づき、アルバート・クリストフ・ディース（Albert Christoph Dies, 1755年 – 1822年）が記述した作曲一覧表に「6曲の四重奏曲」と記載されているが、その「6曲の四重奏曲」がこの曲集（第1、第2アポーニー四重奏曲）のことである。自筆譜は6曲全部が保管されており、その中に「1793年」と書き込まれている。ハイドン全集ではその自筆譜の状態から見て、第69番と第70番の2曲はすでに1792年に着手されたものと推定している。
初演は1794年の3月10日、24日、31日に行われたザロモンの演奏会において、第2集を含む全6曲のうちの2曲が演奏されている。ただしどの曲であるかは不明。

## 出版・献呈
- 第1集はロンドンのコリ=デュセックから「作品71」として出版。
- アントン・ゲオルク・アポーニー（Anton Georg Apponyi）伯爵に献呈。

## 各曲
自筆譜には曲順が記されていない。
1. 弦楽四重奏曲第69番 変ロ長調 作品71-1 Hob. III: 69
2. 弦楽四重奏曲第70番 ニ長調 作品71-2 Hob. III: 70
3. 弦楽四重奏曲第71番 変ホ長調 作品71-3 Hob. III: 71

## 参考資料
- 『最新名曲解説全集11 室内楽1』（音楽之友社）
- 『ハイドン:弦楽四重奏曲全集』（エオリアン弦楽四重奏団の演奏、及び解説書）